# خط طول 178° غرب
خط طول 178° غرب هو أحد خطوط الطول الجغرافية، والتي تمتد من القطب الشمالي الجغرافي إلى القطب الجنوبي الجغرافي، وحسب التحويل الزمني يتأخر خط طول 178° غرب عن خط غرينتش بـ11 ساعة و52 دقيقة.

## من القطب إلى القطب
ينطلق خط طول 178° غرب من القطب الشمالي نحو القطب الجنوبي مرورا بالمناطق التي ترد في الجدول التالي:
| الإحداثيات                           | البلد أو الإقليم أو البحر | ملاحظات |
| ------------------------------------ | ------------------------- | --- |
| 90°0′N 178°0′W / 90.000°N 178.000°W  | المحيط المتجمد الشمالي    | |
| 71°27′N 178°0′W / 71.450°N 178.000°W | روسيا                     | أوكروغ تشوكوتكا الذاتية — جزيرة رانجل |
| 71°1′N 178°0′W / 71.017°N 178.000°W  | بحر تشوكشي                | |
| 68°26′N 178°0′W / 68.433°N 178.000°W | روسيا                     | أوكروغ تشوكوتكا الذاتية |
| 65°26′N 178°0′W / 65.433°N 178.000°W | بحر بيرنغ                 | |
| 51°55′N 178°0′W / 51.917°N 178.000°W | الولايات المتحدة          | ألاسكا — Tanaga Island |
| 51°38′N 178°0′W / 51.633°N 178.000°W | المحيط الهادئ             | مرورا بشرق Kure Atoll، هاواي, الولايات المتحدة (في 28°23′N 178°18′W / 28.383°N 178.300°W) · مرورا بشرق Futuna Island, واليس وفوتونا (في 14°19′S 178°3′W / 14.317°S 178.050°W) |
| 14°20′S 178°0′W / 14.333°S 178.000°W | واليس وفوتونا             | جزيرة ألوفي |
| 14°21′S 178°0′W / 14.350°S 178.000°W | المحيط الهادئ             | مرورا بشرق Vatoa Island, فيجي (في 19°49′S 178°13′W / 19.817°S 178.217°W) · مرورا بغرب Raoul Island, نيوزيلندا (في 29°15′S 177°58′W / 29.250°S 177.967°W)                      |
| 60°0′S 178°0′W / 60.000°S 178.000°W  | المحيط الجنوبي            | |
| 78°24′S 178°0′W / 78.400°S 178.000°W | القارة القطبية الجنوبية   | منطقة روس، المطالب الإقليمية بالقارة القطبية الجنوبية by نيوزيلندا |